# Loisbach (Kamp)
Der Loisbach ist ein rechter Nebenfluss des Kamp in Niederösterreich in Österreich.

## Name
Der Bach wird im Zeitraum zwischen 1072 und 1091 als ad Lûbisa erstmals schriftlich genannt. Der Name leitet sich entweder vom germanischen *leuba- für 'lieb, angenehm' ab oder könnte auch slawischen Ursprungs sein.

## Verlauf
Der Loisbach entspringt im Waldviertel, rund 1 km nordöstlich der Stadtgemeinde Gföhl östlich des Hofes Feiertag in einem kleinen Teich. Von dort fließt er durch bewaldetes Gebiet nach Osten, biegt dann langsam nach Südosten und bildet hier die Grenze zwischen den Gemeinden Gföhl und Jaidhof. Nach der Gemeindegrenze von Langenlois fließt er durch einen engen Graben zwischen dem Burgstall und der Burgruine Kronsegg. Danach speist er einen 4,5 ha großen Stausee, in dem man baden und fischen kann. Auch der weitere Verlauf führt durch ein enges großteils bewaldetes Tal, das sich erst knapp vor den ersten Häusern von Langenlois lichtet und breiter wird. Durch die Stadt fließt der Bach großteils zwischen Mauern oder Dämmen, die als zum Hochwasserschutz errichtet wurden. Erst knapp vor der Mündung in den Kamp hat er wieder eine freie Fließstrecke in der Kamp-Au. 

## Orte
Im oberen Bereich fließt der Loisbach durch unbewohntes Gebiet und wird nur von der Loistalstraße begleitet. Die einzelnen Gehöfte liegen auf Rodungen in Höhenlagen. Die erste Ansiedlung ist der Ortsteil Kronsegg in der Katastralgemeinde Schiltern. Vor der Mündung fließt der Loisbach rund 3,5 km durch die Stadt Langenlois.

## Nebenbäche
Das Einzugsgebiet des Loisbaches beträgt 79,1 Quadratkilometer. Die wichtigsten Nebenbäche sind:

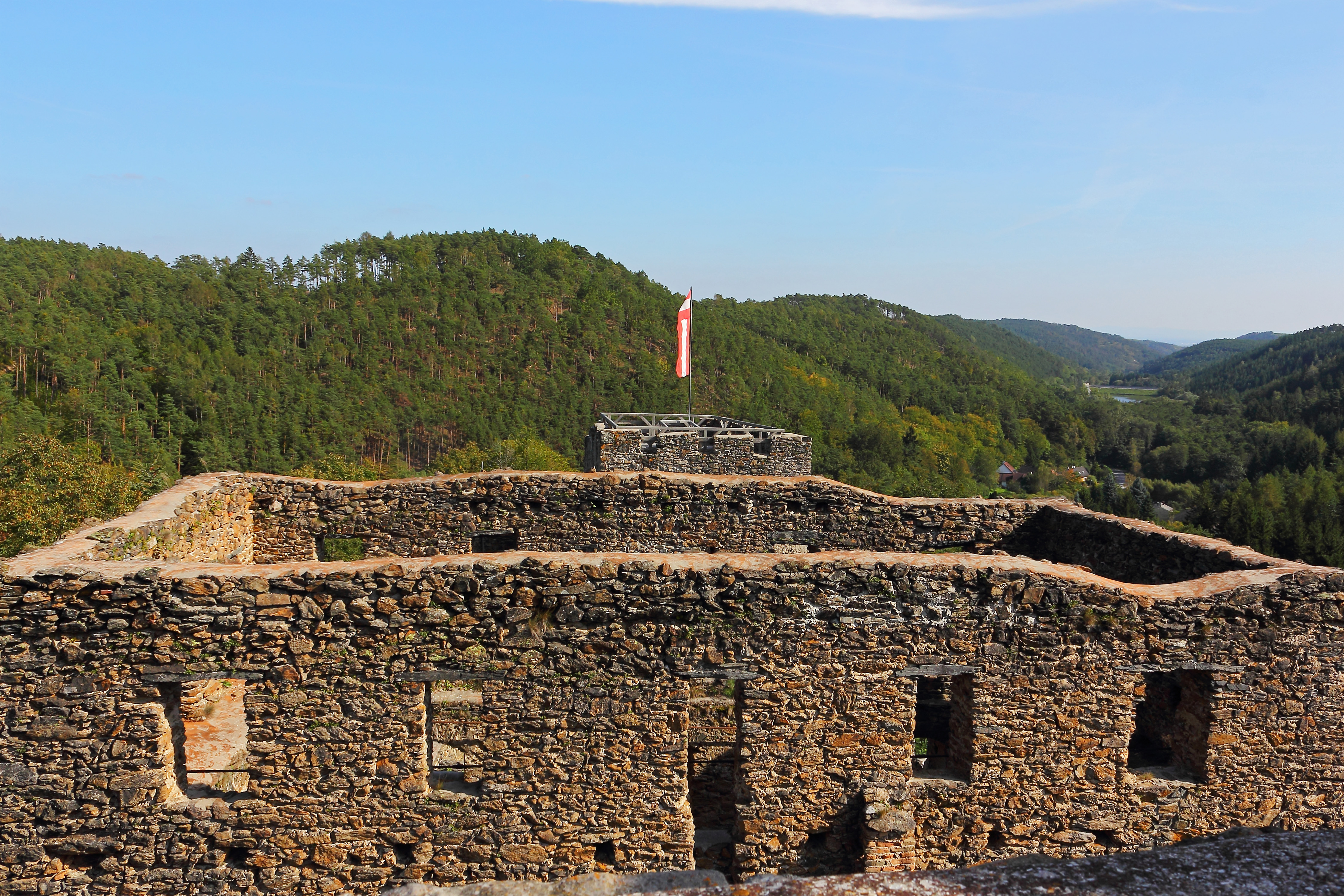
Burgruine Kronsegg, rechts das Loisbachtal mit dem Stausee Kronegg

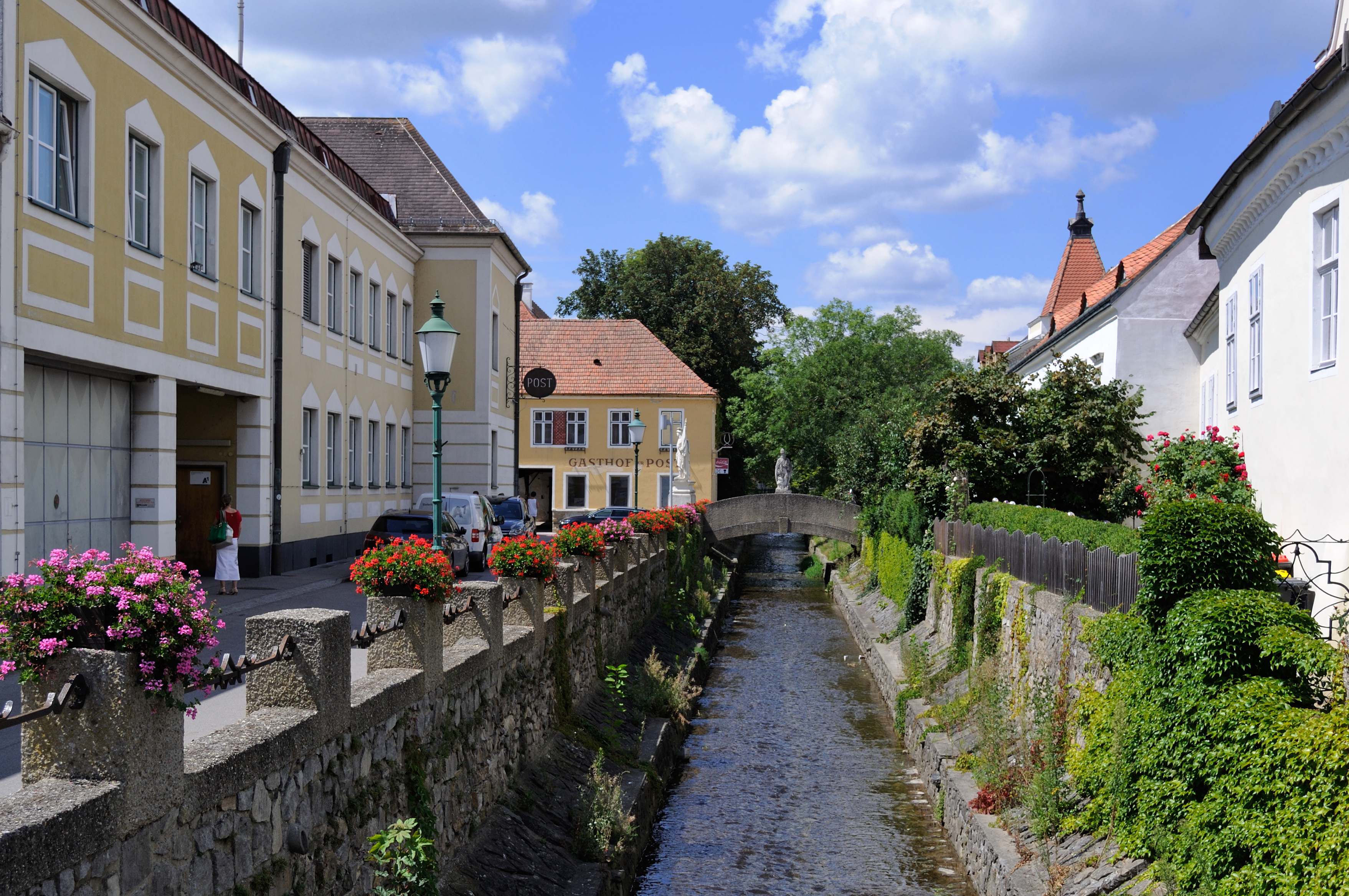
Loisbach im Zentrum von Langenlois

| Name             | links/rechts | mündet bei       | Einzugsgebiet [km2] |
| ---------------- | ------------ | ---------------- | ------------------- |
| Sauerbrunnbach   | rechts       |                  | 04,6                |
| Diebsbrunngraben | rechts       |                  | 03,3                |
| Schilternbach    | links        | Neumühle         | 06,7                |
| Sirnitzbach      | rechts       | Ruine Taubenfang | 34,3                |

## Sehenswürdigkeiten
- Burgruine Kronsegg
- Ruine Taubenfang
- Stadtgemeinde Langenlois

## Wanderwege
- Mariazeller Weg: Der Niederösterreichische Mariazellerweg 06, der vom Nebelstein nach Mariazell führt, verläuft bei Kilometer 120 bei Kronegg über den Loisbach.[5]
- Der Langenloiser Wald- und Weinweg Nr. 62 folgt in Langenlois beginnend dem Loisbach bis zum Stausee Kronsegg.[6]